# Silva (film)
Pour les articles homonymes, voir Silva.

Silva est un film soviétique réalisé par Aleksandr Ivanovski, sorti en 1944.
C'est une adaptation d'une opérette du compositeur hongrois Emmerich Kálmán.

## Fiche technique
- Réalisation :  Aleksandr Ivanovsky
- Scénario : Leo Stein, Béla Jenbach (opérette Die Csárdásfürstin)
- Photographie : 	Iosif Martov
- Musique : Emmerich Kálmán
- Production : Sverdlovsk Film Studios
- Date de sortie : 1944

## Distribution
- Zoya Smirnova-Nemirovich : Silva Varescu
- Niyaz Dautov : Edvin
- Margarita Sakalis : Stassi
- Sergueï Martinson : Boni
- Sergey Dybcho : Leopold Volyapyuk
- Nina Dintan : Julianna Volyapyuk
- Georgiy Kugushev : Ferry
- Vladimir Taskin : Rons Volyapyuk
- Aleksandra Korvet : la servante
- Aleksandr Matkovsky : l'assistant du directeur
- Glikeria Bogdanova-Tchesnokova :  Princesse Weglersheim

## Production
Le film est une adaptation ode l'opérette de 1915 Die Csárdásfürstin (connue aussi sous le nom de Silva, le nom de son personnage principal) composé par Emmerich Kalman avec un livret de Leo Stein et Bela Jenbach. La première représentation de l'opérette a eu lieu en Russie en 1916 à St. Petersburg pendant la première Guerre mondiale, mais le patriotisme a nécessité de changer le titre de l'opérette de Reine de Czardas en Silva, plus neutre en Russie. Le film Silva a été tourné aux studios Sverdlovsk à Yekaterinburg,.

## Réception
Le film a eu un grand succès auprès du public soviétique, qui après la deuxième Guerre mondiale a privilégié les films de divertissement et a rejeté les films ayant des sujets liés à la guerre. Les recettes du film ont largement dépassé celles des autres films de cette année là.